# Megommata seychelli
Megommata seychelli är en tvåvingeart som beskrevs av Barnes 1939. Megommata seychelli ingår i släktet Megommata och familjen gallmyggor. Inga underarter finns listade i Catalogue of Life.